# Pandanus umbonatus
Pandanus umbonatus är en enhjärtbladig växtart som beskrevs av Eduardo Quisumbing y Argüelles och Elmer Drew Merrill. Pandanus umbonatus ingår i släktet Pandanus och familjen Pandanaceae.
Artens utbredningsområde är Filippinerna. Inga underarter finns listade.